# Mandello Károly
Mandello Károly (Győr, 1829. július 22. – Budapest, 1906. szeptember 26.) bölcseleti doktor, hírlapíró, székesfővárosi bizottsági tag. Mandello Gyula jogász, közgazdász édesapja.

## Életpályája
A gimnáziumot szülővárosában végezte, s 1847-től 1851-ig a bécsi és 1852-ben a karlsruhei műegyetem hallgatója volt; itt nyert vasútmérnöki oklevelet. Bölcseleti szigorlatait eközben (1849–50) a Pesti Egyetemen letette, hol 1850. november 24-én bölcseletdoktori oklevelet nyert. Tanulmányainak befejezése után néhány évig mérnök és alvállalkozó volt a budapest-szolnoki és később a buda-székesfehérvári vasút építkezésénél és technikai tanácsadó az Angol-Magyar Banknál.
1871-től Falk Miksa rábízta a Pester Lloyd nemzetgazdasági rovatának szerkesztését s 1894-ig a lapba számos cikket írt. Kültagja volt 1878-től a Magyar Tudományos Akadémia nemzetgazdasági bizottságának, levelező tagja a budapesti kereskedelmi és iparkamarának és az ipartanács rendes tagja. 1895. január 1-jén kilépett a Pester Lloyd szerkesztőségéből és visszavonult az újságírástól.

## Magánélete
Második házastársa Hirschfeld Minna (Malvina) volt, akit 1873. február 10-én Budapesten vett nőül.

## Cikkei
Nemzetgazdasági Szemle
- Carey jelentősége az újkori nemzetgazdaságtanban (1879)
- Iparunk fejlesztése (1887)
- A tizedik magyar jogászgyűlés és a különbözeti ügylet (1889)
- Szemle a külföldi közgazdasági események felett (1890)
- Közgazdasági havi krónika (1889-1892-ig)

1871-től munkatársa volt a berlini Vierteljahrsschrift für Volkswirtschaftnak, a Politik & Kulturgeschichte-nek és a frankfurti Der Aktionärnek, a Frankfurter Zeitungnak és a Közgazdasági Lexikonnak.

## Munkái
- Rückblicke auf die Entwickelung der ungarischen Volkswirtschaft. Budapest, 1871-95. Huszonnégy kötet. (Többek közreműködésével évkönyvalakban, különnyomat a Pester Lloydból; 1893-tól magyar és német szöveggel. Ism. Nemzetgazdasági Szemle 1890-92. Ezen munkájáért többször miniszteri köszönetet kapott és a párisi Académie agricole manufacturière et commercialetól 1881-ben ezüst érmet).
- Az erkölcstan és mennyiségtan az értékelméletben. Budapest, 1878. (Különnyomat a Nemzetgazdasági Szemléből).
- Gegen Jesuitismus und Cäsarismus in der Volkswirtschaft. Berlin, 1881.
- Studien über Ungarns Staatsvermögen und Staatsbudget. Budapest, 1886.
- Über Ungarns Einkommensteuer. Budapest, 1887.
- Ungarns Handel mit Deutschland. Jena, 1888.
- Das neue Brantweinsteuergesetz in Ungarnd und seine Vertheidiger und Angreifer. Jena, 1889.
- Ungarns Finanzlage nach den Staatsbudgets pro 1889-92., und 1893., 1894. Stuttgart, 1892-94. Három füzet. (Különnyomat a Schanz-féle Finanzarchivból. Ism. Nemzetgazdasági Szemle. 1890.)
- Wirksamkeit des kön. ung. Handelsministers im Jahre 1890. (Handel, Industrie, Verkehrwesen). Berlin, 1891.
- Le commerce l'industrielle et le régime des transports en Hongrie. Paris, 1891.
- Résultats de la réaction économique inaugurée en Allemagne en 1878 et les conségquences des nouveaux traitès de commerce au point de vue de la Hongrie. Anvers, 1893.
- Nachtrag zu Heft 6 der Frm. Instructionsvorträge mit gesellschaftswissenschaftlicher Deutung. (Loge Galilei). Budapest, 1896.
- Das alte Hüttengeheimniss u. die neuzeitliche Freimaurerei (Budapest, 1898).
- Rapport sur la Réunion des colonies de vacances avec les lieux de récreation at asiles d'enfants présanté a la section de bienfaisance de congrès. Budapest, 1899. (Congrès international pour l'enfance).
- Gesammelte freimaurerische Vorträge (Budapest, 1905).

Jegyei: M., -e., (.